# Susanne von Almassy
Susanne von Almassy (Wenen, 15 juni 1916 - aldaar, 16 februari 2009) was een Oostenrijkse actrice.
Von Almassy was afkomstig uit de militaire adel en kreeg haar acteursopleiding aan de "Staatsakademie für Musik und Darstellende Kunst" in Wenen. In 1937 maakte zij haar debuut in Minna von Barnhelm. In 1938 kreeg zij een theatercontract in Gera, daarna speelde zij in Chemnitz. In Hamburg acteerde zij zowel in het "Thalia Theater" als in het "Deutschen Schauspielhaus".
In 1946 keerde zij terug naar Wenen en trad daar op in diverse theaters, onder meer in het Theater an der Wien, het Burgtheater en vooral in het Theater in der Josefstadt. Haar bekendste rol was deze van elegante verleidster in boulevardstukken, maar ook in klassiekers en musicals. Nadien speelde zij ook deze rol in speelfilms. Als Frau von Seewald bracht zij 1948 in Der Herr Kanzleirat de door Hans Moser gespeelde titelfiguur het hoofd op hol. Kammerschauspielerin Susanne von Almassy werd in 1970 onderscheiden met de Kainz-medaille en in 1999 met het Österreichischen Ehrenkreuz für Wissenschaft und Kunst. Zij was gehuwd met de acteur Rolf Kutschera.

## Filmografie
| - 1944: Der Engel mit dem Saitenspiel - 1945: Sag die Wahrheit - 1948: Der Herr Kanzleirat - 1950: Die gestörte Hochzeitsnacht - 1950: Pikanterie - 1951: Du bist die Schönste für mich / Zwei in einem Auto - 1953: Briefträger Müller - 1956: Mein Vater, der Schauspieler - 1956: Anastasia, die letzte Zarentochter - 1956: Der Hexer (tv) - 1956: Stresemann - 1957: Und das am Montagmorgen (tv) - 1957: Sissi - Schicksalsjahre einer Kaiserin - 1958: Penelope oder Die Lorbeermaske (tv) | - 1958: Bühne frei für Marika! - 1960: Die erste Mrs. Selby (tv) - 1960: Die rote Hand - 1964: Eine Frau ohne Bedeutung (tv) - 1969: Adrienne Mésurat (tv) - 1969: Das ausschweifende Leben des Marquis de Sade. - 1971: Das Konzert (tv) - 1971: Emilia Galotti (tv) - 1971: Was weiß man denn... (tv) - 1988: Ein Denkmal wird erschossen (tv) - 1997: Mein Opa und die 13 Stühle (tv) - 1997: Morde ohne Leiche (tv-serie Tatort) - 2000: Vino Santo (tv) |